# Санаб Кушан
Санаб (бактр. Σάναβ) (перша пол. I ст. н. е.) — перший з відомих (виключно з нумізматичних джерел) династів (ябгу) Кушан (у китайських джерелах — Гуйшуан-сіхоу), одного з тохарських аристократичних родів, якого ще за легендами на його монетах (бактр. ΤΥΡΑΝΝΟΥΤΟΣ ΗΙAΟΥ ΣΑΝΑΒ ΚΟϷϷΑΝΟΥ) іменують Герай чи Герай Санаб. Наразі все більшого поширення набирає думка, за якою Герай — не ім'я, а титул ябгу (джаову), а Санаб — скорочення (досить поширена в ті часи практика при карбуванні монет) від Санабар.
Щодо родинних зв'язків Герая Санаба з наступними ябгу кушан Кудзулою Кадфізом будь-які відомості відсутні, але, враховуючи той факт, що й перший, й другий правителі титулують себе ябгу та називають Кушан, нічого не заважає припускати це.
Перші відомості про Кушан датовано посольством Чжана Цяня на захід, до юечжів у 128 р. до н. е. Кушани («Гуйшуан-сіхоу зі ставкою у м. Хуцзао») згадані серед п'яти сіхоу, які отримали контроль над ділянками караванного шляху, заснувавши там власні резиденції, та були зобов'язані забезпечити провіант для китайського посольства. До цього моменту будь-яка інформація щодо кушан відсутня.

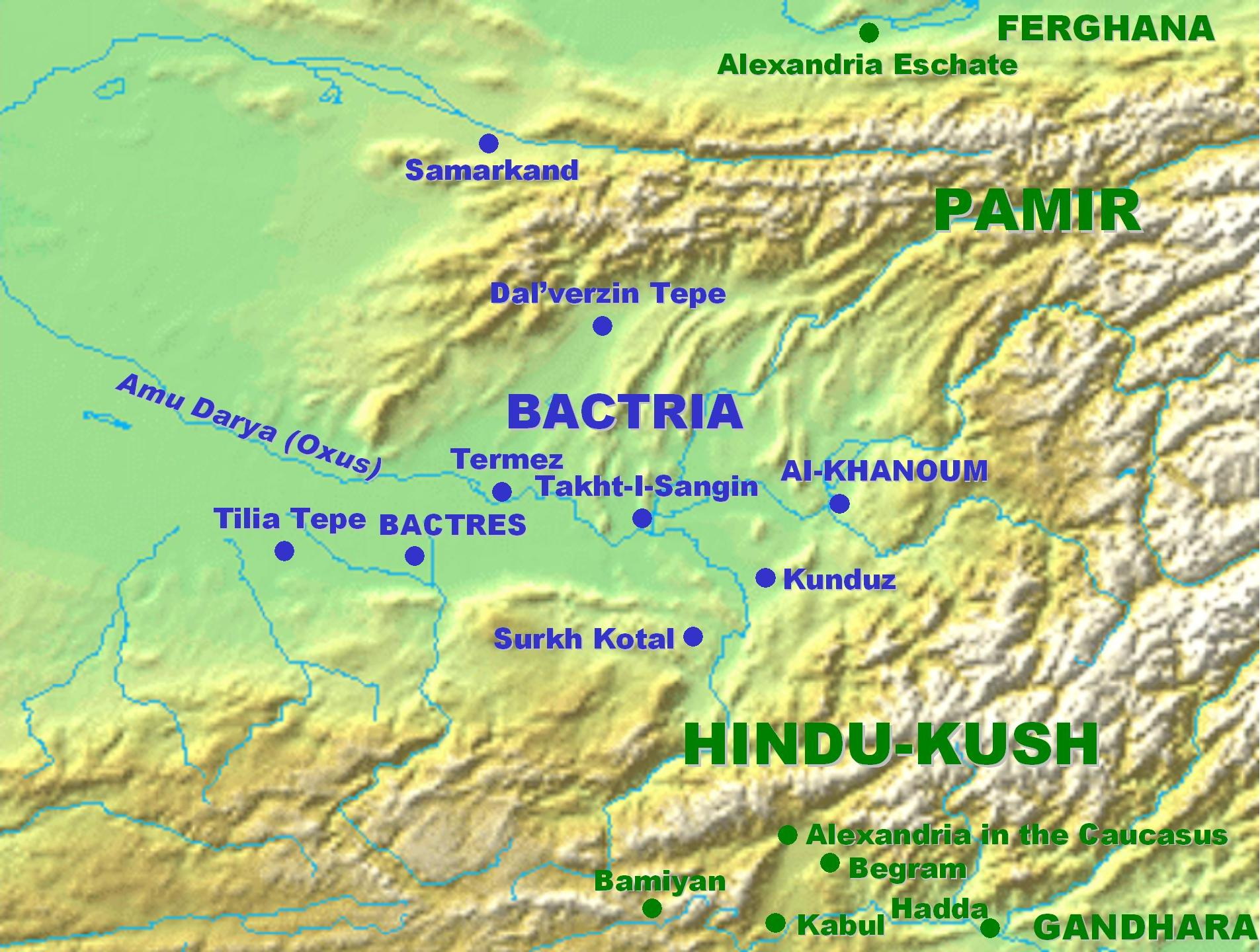
Мапа археологічних пам'яток кушанського часу у Бактрії.

Щодо історії Кушан у тохарській спілці протягом I ст. до н. е. також нічого не відомо, але у Тохарському царстві відбулися наступні події:
- близько 100/99 р. до н. е. тохари остаточно заволоділи усією територією Бактрійського Царства, володіння Гуйшуан-сіхоу (як й усіх інших сіхоу) збільшилися та охоплювали область сучасного Бадахшану та, можливо певні території на північ — долини річки Вахш,[4] де згодом будуть побудовані найвідоміші кушанські святилища — Тахт-і-Сангін, Сурх-Котал, Рабатак, Баглан;[5]
- між 61 р. до н. е. та 43 р. до н. е. об'єднання тохари розпалося на декілька окремих володінь.[6]

Єдиним джерелом щодо Санаба Кушана наразі залишаються його монети. Не вдаючись у детальний опис, усі його монетні емісії можна розділити на дві групи: срібні тетрадрахми та оболи та бронзові монети.
1. Срібні тетрадрахми Санаба Кушана наслідують відповідні монети бактрійського царя Євкратида. Це якісні (не менш як 80 % срібла) монети, які карбувалися у східній Бактрії, на північ від Гіндукуша. Мають легенди виключно грецькою абеткою. На монетах однієї з серій замість TΥPANNOΥOTOΣ HAOΥ ΣANAB KOϷϷANOY написано TΥPANNOYNOTOΣ HPAOΥ ANTEIX KOϷϷANOY. Висловлено цікаве, але небезсумнівне припущення, що грец. ANTEIX є елінізованим варіантом бактр. ΣANAB(AR). Наразі виділено 13 груп монет різних чеканів (переважно за написами та формою літер).
2. Бронзові монети Санаба Герая типологічно наслідують монети Гондофара та магакшатрапа м. Чухса Джигуньяси-Зейоніса. Карбувалися на південь від Гіндукуша, на території сучасного північного Пакистану. За хімічнім складом монетна бронза збігається з металом емісій сакського династа Джигуньяси-Зейоніса.
Отже, у другій чверті першого століття ще один ябгу-сіхоу тохарів-юечжів почав бити власну монету, на якій досить красномовно задекларував свій статус — владарюючий ябгу Санаб Кушан та вступив у боротьбу за гегемонію у Бактрії. Ймовірно, саме цей династ, декларуючи власну політичну незалежність, заклав той фундамент, на якому ґрунтувалися подальші розбудови царства Кушан його наступниками, хоча, судячи з його монетних емісій та відсутності його імені у Рабатакському написі Канішки Великого, ця боротьба для нього не була вдалою. Ймовірно, саме у 42/43р. Вардан Аршак підкорив весь Тохарістан своїй владі. Серед нумізматичних пам'яток середини I ст. відома низка монет з легендами «maharajasa rajarajarasa mahatasa Arṣakasa tratarasa jayatasa» та «maharajasa rajarajasa mahatasa Arṣakasa tratarasa» — «великий цар, цар царів Великий Аршак, захисник, переможець». Як відомо, Аршак — тронне ім'я усіх без виключення парфянських царів. Й ці емісії, найімовірніше, підтверджують оповідь Тацита щодо подій у Парфії у 42-43 р.р., а саме:

| «(3) …Вардан, після низки вдалих битв, підкорив народи, що мешкали між названою річкою та річкою Сіндом, яка відокремлює дагів від аріїв… (5) Отже, встановивши пам'ятники та написавши на них написи, що славили його могутність й те, що жоден Аршакід до нього не обкладав ці племена даниною, Вардан повертається у Парфію, овіяний гучною славою, й тому ще нестриманіший та нестерпніший для власних підданих. Проти нього змовилися та під час полювання його вбили…»[10][11] |
Останні монети Санаба билися за межами Бактрії, на південь від Гіндукушу.